# Victor Crutchley
Sir Victor Alexander Charles Crutchley (Londres, 2 de novembre de 1893 – Nettlecombe, 24 de gener de 1986) va ser un Almirall britànic durant la Segona Guerra Mundial i un heroi de la Primera Guerra Mundial: VC, KCB, DSC, DL, RN.

## Biografia
Va néixer el 24 de gener al 28 Lennox Gardens, al londinenc barri de Chelsea, fill únic de Percy Edward Crutchley (1855–1940) i de l'Honorable Frederica Louisa Fitzroy (1864–1932), segona filla de Charles FitzRoy, 3r Baró de Southampton. Era fillol de la Reina Victòria, de qui rebé els dos primers noms. S'uní a la Marina el 1906 i ingressà al Reial Col·legi Naval d'Osborne.

### Primera Guerra Mundial
El setembre del 1915, Crutchley va ser promogut a Tinent i va ser destinat al cuirassat HMS Centurion de la Gran Flota. El Centurion, comandat pel capità Michael Culme-Seymour participà en la batalla de Jutlàndia. Després de la batalla, Roger Keyes prengué el comandament, i mentre que estigué a bord, tria la gent per l'atac sobre Zeebrugge i Oostende, triant a Crutchley. Va ser assignat per Keyes com a Tinent de 1a per comandar el creuer HMS Brilliant.
Crutchley salpà amb la força d'atac el 22 d'abril de 1918 cap a Oostende, a on el Brilliant havia de ser enfonsat per formar un obstacle juntament amb el HMS Sirius, mentre que Keyes conduïa conduïa una operació similar a Zeebrugge. Com que els alemanys havien mogut una boia de navegació més d'una milla a l'est, el Brilliant, el Sirius i els vaixells acompanyants anaren més enllà del que havien d'anar, set sotmesos a un gran atac amb foc d'artilleria. Pel seu servei en aquesta acció, Crutchley va rebre la Creu del Servei Distingit.
Amb el fracàs de l'assalt d'Oostende, es presentà voluntari per a una segona temptativa de bloquejar Oostende el 9 de maig. A bord del creuer HMS Vindictive, supervivent de l'atac anterior, Crutchley va haver de prendre el comandament quan el capità, Alfred Godsal (un amic personal) va ser mort i l'oficial de navegació va quedar incapacitat. Havent estat forçat per un potent foc enemic a desembarcar en mala posició, Crutchley ordenà abandonar el vaixell, supervisant personalment l'evacuació dels ferits mentre que rebien foc de metralladores i d'artilleria. A bord del danyat ML 254, Crutchley hagué de prendre el comandament quan el seu capità, Tinent Geoffrey Drummond, va caure de resultes de les ferides rebudes mentre que ajudava al Vindictive. Amb aigua fins a la cintura, Crutchley supervisà l'abandonament de la nau fins que arribà l'ajut del destructor HMS Warwick, en el que hi anava l'almirall Keyes.
Tot i que el bloqueig a les entrades de les bases dels U-Boat a Zeebrugge havia tornat a fracassar, Crutchley va ser condecorat amb la Creu Victòria per la seva actuació durant l'acció (la màxima condecoració al valor). Durant els darrers mesos de la guerra, Crutchley serví al HMS Sikh a la patrulla de Dover, la flota de vigilància del Canal comandada per Keyes.

### Període d'entreguerres
Després de la guerra, Crutchley passà una temporada al dragamines HMS Petersfield a Sud-amèrica i a l'Atlàntic sud el 1920. El 1921 passà una temporada al iot reial HMY Alexandra, entre 1922 i 1924 s'estigué al cuirassat HMS Thunderer entrenant cadets, de nou al iot reial (1924) i quatre anys a la Flota de la Mediterrània.
Primer al HMS Queen Elizabeth (1924-26) i després al creuer lleuger HMS Ceres (1926-28), Crutchley tornà a servir a les ordres de Roger Keyes, llavors Comandant en Cap de la Flota de la Mediterrània amb seu a Malta. Jugador de polo, Crutchley va ser convidat a jugar amb el seu equip de polo, els Centurions. Era tan diversa l'atmosfera social quan la flota es trobava ancorada a Malta que en certa ocasió el 1927, Crutchley jugà en el mateix equip de Keyes, el Duc de York i Lord Mountbatten. Crutchley va ser promogut a Comandant el 1928. El 1930 es casà amb Joan Elisabeth Loveday de Pentillie Castle, Cornwall, la germana del Mariscal en Cap de l'Aire Alec Coryton.
L'agost de 1930, Crutchley s'uní al HMS Diomede, a la Divisió Neozelandesa. Com a oficial executiu va estar present a l'operación de rescat després del terratrèmol de 1931 a Hawke's Bay i cap al final del viatge, perquè el capità estava crònicament malalt, va prendre el comandament del Diomede fins que va ser promogut a Capità el 1933. Va ser l'oficial Superior de la 1a Flotilla de Dragamines entre 1935 i 1935, a bord del dragamines HMS Halcyon, amb seu a Dorset. El novembre de 1935, va dirigir-se cap a la Mediterrània per unir-se a la Flota de la Mediterrània. El 16 d'abril de 1936 va ser rellevat pel capità P.C.W. Manwaring i promogut a Capità, Protecció de la Pesca i Dragamines, amb comandament sobre tota la flota de dragamines i traineres armades de la Royal Navy.
L'1 de maig de 1937, Crutchley va prendre el comandament del HMS Warspite, que havia passat 3 anys de reparacions a Portsmouth, no podent assistir a la Revista de la Flota de la Coronació del Rei Jordi VI, i es dirigí cap a la Mediterrània, per servir a la Flota com a vaixell insígnia de l'almirall Dudley Pound, comandant en cap. El treball d'enginyeria en l'engranatge de conducció (que encara estava danyat de resultes de la batalla de Jutlàndia) i d'altres equipaments obligaren a suspendre els passis de cap de setmana per a la tripulació, amb la consegüent baixada de la moral. L'assumpte es comentà a la premsa britànica, culminant en la publicació d'una carta anònima enviada per un membre de la tripulació, fet que comportà que l'Almirallat fes una investigació. Aquesta resolgué la retirada de 3 dels oficials de Crutchley (incloent el seu oficial executiu). En desacord amb les conclusions de la investigació, s'assegurà que l'informe confidencial del seu oficial executiu li portés una promoció a capità.
Crutchel serví com a Capità d'ensenya primer amb l'almirall Pound i després amb l'almirall Andrew Cunningham fins a l'esclat de la guerra.

### Segona Guerra Mundial

#### Servei al Mar del Nord

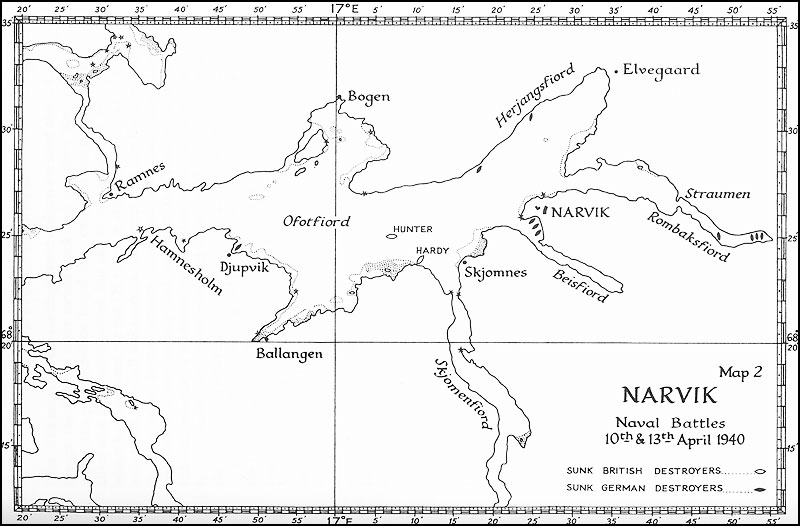
Mapa de Narvik i la seva rodalia.

Després de l'esclat de l'esclat de la guerra el 3 de setembre de 1939, el Warspite va ser assignat a la Flota d'Aigües Nacionals. Donada la manca de precaucions a les bases navals del mar del Nord, durant algun temps va arribar fins a Scapa Flow, la principal base de la Flota. Fins a l'inici de la campanya de Noruega el 9 d'abril de 1940, l'acció es va veure limitada a l'amenaça dels U-boats. Una significativa presència naval alemanya al mar del Nord va fer que la Home Fleet s'allunyés de Noruega. Després de la inconclusa Primera batalla naval de Narvik el 10 d'abril, Crutchley hissà l'ensenya del vicealmirall William Whitworth, i amb 9 destructors entrà Ofotfjord al de Narvik, estratègicament important, amb la intenció d'eliminar els 8 destructors de les entrades del port.
Abans de la batalla, el Warspite llançà diversos Fairey Swordfish L 9767, que localitzaren i enfonsaren al U-64 al Herjangsfjord; sent el primer U-boat enfonsat en la Segona Guerra Mundial i l'únic em ser-ho des d'un avió llançat des d'un cuirassat. Sota el foc dels destructors alemanys i amb els alemanys controlant les bateries costaneres, Crutchley tragué al Warspite d'Ofotfjord i amb els destructors enfonsà 3 destructors alemanys. Els 5 destructors restants, curts de combustible i sense munició, van retirar-se abans de ser capturats. Els canons de 15 polzades del Warspite van causar moltes víctimes entre les dotacions dels canons alemanys que custodiaven la zona del fiord, facilitant la reconquesta aliada del port.
Després de l'acció (coneguda com a Segona Batalla de Narvik), Crutchley va ser ascendit a Comodor i destinat a la Reial Caserna Naval de Devonport, per dirigir la preparació de tripulacions perquè fossin enviades als vaixells. Mentre que estava allà va ser felicitat per un destacament de mariners que havien servir al Warspite a Narvik. A la conversa, els confessà que li havien donat una feina a terra, i que no era pas feliç.

#### Servei al Pacífic Sud-oest
Després que s'iniciessin les hostilitats amb el Japó, Crutchley va ser promogut a contraalmirall i cedit a la Reial Marina Australiana perquè servís a la Zona del Pacífic Sud-oest. El 13 de juny de 1942, Crutchley succeí al contraalmirall John Crace al capdavant de la Task Force 44, l'esquadró australià, amb seu a Brisbane, sent el darrer britànic en ocupar aquell càrrec.
Durant la batalla de Guadalcanal, que començà amb els desembarcaments el 7 d'agost de 1942, Crutchley va rebre el comandament de la Task Force 62.2, el grup dels creuers, destructors i dragamines aliats que cobrien les tropes que participaven en el desembarcament, amb el HMAS Australia com a nau insígnia. Era el segon al comandament de l'almirall estatunidenc Richmond K. Turner, comandant de les forces navals amfíbies que participaven en la invasió de Guadalcanal i Tulagi. Durant les etapes inicials de la invasió, la flota estigué en una alerta constant donant suport als desembarcament o rebutjant els atacs aeris japonesos.
El vespre del 8 d'agost, el vicealmirall Frank Jack Fletcher, comandant suprem de la flota de les illes Salomó, va retirar els seus portaavions i el consegüent suport aeri. Turner decidí que aquesta posició seria insostenible i planeja retirar els seus transports i altres vaixells l'endemà. Ordenà una conferència amb Crutchley i el comandant de les forces terrestres a Guadalcanal, el Major General Alexander Vandegrift USMC, per discutir les implicacions de perdre el suport aeri.
Després de la batalla de l'illa Savo, ambdós homes van haver d'encarar la crítica del públic pel pobre lideratge i per les pèrdues americanes i australianes, incloent el HMAS Canberra. No obstant això, ambdós mantingueren la confiança dels seus superiors. Crutchley seguí amb la RAN al Pacífic Sud-oest, comandant l'esquadró (posteriorment conegut com a Task Force 74 TF 74) per la resta de la guerra. El setembre del 1944, Crutchley va rebre la Legió del Mèrit amb rang de Cap Comandant (tot i que aquest rang només pot ser atorgat als Caps d'Estat). El comandament de Crutchley de l'esquadró australià finalitzà el 13 de juny de 1944.

### Darrers anys
Després de la guerra, Crutchley va ser l'oficial comandant de Gibraltar abans del seu retir el 1947. Crutchley gaudí d'un llarg retir a Mappercombe Manor, prop de Bridport, a Dorset.
Va morir el 1986 als 92 anys, sent un dels darrers almiralls supervivents de la Segona Guerra Mundial.

## Historial Militar i Condecoracions

### Dates de promoció
- Tinent - 30 de setembre de 1915
- Tinent Comandant - 30 de setembre de 1923
- Comandant - 30 de juny de 1928
- Capità - 31 de desembre de 1932
- Comodor - 15 de maig de 1940
- Contraalmirall - 6 de febrer de 1942
- Vicealmirall - 15 d'agost de 1945 (retirat el 1947)
- Almirall - 3 de febrer de 1949

### Condecoracions
- Creu Victòria – 28 d'agost de 1918
- Comandant de l'Orde del Bany – 13 de juny de 1946
  - Company de l'Orde del Bany – 1 de gener de 1945
- Creu del Servei Distingit – 23 de juliol de 1918
- 1 Menció als Despatxos – 28 de juny de 1940
- Estrella de 1914-15
- Medalla Britànica de la Guerra 1914-20
- Medalla de la Victòria 1914-1918
- Estrella de 1939-45
- Estrella de l'Atlàntic
- Estrella del Pacífic
- Medalla de la Guerra 1939-1945
- Creu de Guerra 1914-1918 (França) - 1918
- Cap Comandant de la Legió del Mèrit (Estats Units) – 2 de gener de 1945
- Orde de la Polònia Renascuda (Polònia) - 22 de desembre de 1942